# Giải bóng đá Ngoại hạng Belarus
Giải Ngoại hạng Belarus (Vysheyshaya Liga (tiếng Belarus: Вышэйшая ліга), là giải đấu chuyên nghiệp hàng đầu của Belarus, và được tổ chức, điều hành bởi Liên đoàn bóng đá Belarus. Số lượng các đội trong giải đấu này thay đổi trong những năm qua, trong đó cao nhất 17 đội và thấp là sự góp mặt của 12 đội, lần đầu tiên vào năm 2010. Tuy nhiên, mỗi đội bóng sẽ phải thi đấu ba lượt trận với một câu lạc bộ khác của giải. Khi kết thúc mùa giải, đội đứng cuối bảng xếp hạng sẽ phải xuống chơi ở Giải bóng đá Hạng nhất Belarus, và một đội tại giải này sẽ được thăng hạng thay thế chơi ở Giải Ngoại hạng. BATE Borisov hiện là đương kim vô địch và cũng là đội bóng thành công nhất, với 10 lần vô địch giải đấu.

## Lịch sử
Giải bóng đá Ngoại hạng Belarus được tổ chức bắt đầu vào năm 1992. Đội bóng đầu tiên vô địch là Dinamo Minsk. Trước đó, đội bóng của Belarus thi đấu tại giải Soviet Top League, bao gồm 5 đội bóng đến từ các hệ thống giải đấu thấp hơn của Liên Xô, và 10 đội trong Giải Hạng nhất Byelorussia.
Ngay sau khi tổ chức giải đấu, nó đã quyết định thay đổi thời gian bắt đầu giải là từ mùa hè-theo phong cách của Xô Viết sang mùa đông-phong cách châu Âu. Để thực hiện điều đó, mùa giải đầu tiên đã được rút ngắn lại, tức là chỉ bao gồm đấu vòng tròn một lượt duy nhất giữa 16 đội, hoàn thành vào giữa mùa hè. Do rút ngắn thời gian thi đấu nên không có đội nào tại giải Ngoại hạng xuống hạng mà chỉ có thêm một đội được thăng hạng từ giải Hạng nhất. Mùa giải 1992-1993 đã có 17 đội bóng, nhưng đã giảm xuống 16 đội ngay ở mùa giải kế tiếp. Năm 1995, cuộc thử nghiệm khi bắt đầu giải vào mùa đông đã được chứng minh là không mang lại thành công do điều kiện thời tiết và kinh tế khó khăn Belarus vào cuối mùa thu và đầu mùa xuân. Mùa giải đã được thay đổi trở lại vào mùa hè, và chức vô địch năm 1995 lại một lần nữa được tổ chức theo thể lệ vòng tròn một lượt duy nhất. Từ năm 1996 giải được thi đấu vào mùa hè.
Trong suốt những năm đầu thế kỷ 21, số lượng các đội tranh tài đã thay đổi nhiều lần. Năm 2001, giải đấu đã giảm xuống còn 14 đội bóng, nhưng mở rộng trở lại với 16 đội vào năm 2003. Năm 2005, sau khi hai đội rút lui trước khi mùa giải mới bắt đầu, giải đấu lại một lần nữa giảm xuống còn 14 câu lạc bộ, nhưng sau đó lại mở rộng một lần nữa thành 16 đội vào năm 2008. Cùng năm đó, ban tổ chức quyết định giảm dần số lượng các đội, thậm chí nhiều hơn trước đó, bắt đầu với 14 đội vào năm 2009 và 12 đội bóng bắt đầu từ năm 2010 trở đi. Mùa giải 2012 chỉ có 11 đội bóng tham gia do trong giờ phút cuối cùng thì Partizan Minsk bị loại khỏi giải.
Trong những năm đầu tiên tổ chức giải đấu, Dinamo Minsk là đội thành công khi giành 5 chức vô địch liên tiếp từ năm 1992 đến năm 1995. Trong mười mùa giải tiếp theo, đã có 7 đội khác nhau trở thành các nhà vô địch: Slavia Mozyr (năm 1996 và năm 2000 vô địch với tên MPKC Mozyr), Dinamo Minsk (1997, 2004), Dnepr-Transmash Mogilev (1998), BATE Borisov (1999, 2002), Belshina Bobruisk (2001), Gomel (2003) và Shakhtyor Soligorsk (2005). Từ năm 2006, BATE Borisov đã thống trị giải đấu, với 8 chức vô địch liên tiếp (từ năm 2006-2013), và trở thành đội bóng Belarus đầu tiên được tham dự vòng bảng của UEFA Champions League (2008, 2011, 2012 và 2014) và UEFA Europa League (2009 và 2010).

## Mùa giải 2014
| Đội bóng      | Vị trí      | Sân nhà                | Sức chứa (chỗ ngồi) | Vị trí trong năm 2013                          |
| ------------- | ----------- | ---------------------- | ------------------- | ---------------------------------------------- |
| BATE          | Borisov     | Sân vận động Thành phố | 5.400               | 1                                              |
| Belshina      | Bobruisk    | Sân vận động Spartak   | 3.700               | 7                                              |
| Dinamo Brest  | Brest       | OSK Brestskiy          | 10.162              | 8                                              |
| Dinamo Minsk  | Minsk       | Sân vận động Traktor   | 16.500              | 3                                              |
| Dnepr         | Mogilev     | Sân vận động Spartak   | 7.350               | 11                                             |
| Gomel         | Gomel       | Sân vận động Trung tâm | 14.000              | 6                                              |
| Minsk         | Minsk       | Sân vận động Torpedo   | 1.500               | 9                                              |
| Naftan        | Novopolotsk | Sân vận động Atlant    | 4.500               | 10                                             |
| Neman         | Grodno      | Sân vận động Neman     | 9.000               | 4                                              |
| Shakhtyor     | Soligorsk   | Sân vận động Stroitel  | 4.200               | 2                                              |
| Slutsk        | Slutsk      | Sân vận động Haradski  | 2.000               | 1 (tại Giải Hạng nhất Belarus được thăng hạng) |
| Torpedo-BelAZ | Zhodino     | Sân vận động Torpedo   | 6.500               | 6                                              |

## Các đội vô địch

### Thời kỳ Xô Viết
| - 1922: Minsk (đội bóng thành phố) - 1923: Không rõ - 1924: Minsk (đội bóng thành phố) - 1925: Không rõ - 1926: Bobruisk (đội bóng thành phố) - 1927: Không rõ - 1928: Gomel (đội bóng thành phố) - 1929-32: Không rõ - 1933: Gomel (đội bóng thành phố) - 1934: BVO (Minsk) - 1935: BVO (Minsk) - 1936: BVO (Minsk) - 1937: Dinamo (Minsk) | - 1938: Dinamo (Minsk) - 1939: Dinamo (Minsk) - 1940: DKA (Minsk) - 1941-44: Không rõ - 1945: Dinamo (Minsk) - 1946: ODO (Minsk) - 1947: Torpedo (Minsk) - 1948: Traktor MTZ (Minsk) - 1949: Traktor MTZ (Minsk) - 1950: ODO (Minsk) - 1951: Dinamo (Minsk) - 1952: ODO (Minsk) - 1953: Spartak (Minsk) | - 1954: ODO (Pinsk) - 1955: FSM (Minsk) - 1956: Spartak (Minsk) - 1957: Sputnik (Minsk) - 1958: Spartak (Bobruisk) - 1959: Minsk (đội bóng thành phố) - 1960: Sputnik (Minsk) - 1961: Volna (Pinsk) - 1962: Torpedo (Minsk) - 1963: Naroch' (Molodechno) - 1964: SKA (Minsk) - 1965: SKA (Minsk) - 1966: Torpedo (Minsk) | - 1967: Torpedo (Minsk) - 1968: Sputnik (Minsk) - 1969: Torpedo (Minsk) - 1970: Torpedo (Zhodino) - 1971: Torpedo (Zhodino) - 1972: Stroitel' (Bobruisk) - 1973: Stroitel' (Bobruisk) - 1974: FC BATE (Borisov) - 1975: Dinamo (Minsk) - 1976: FC BATE (Borisov) - 1977: Sputnik (Minsk) - 1978: Shinnik (Bobruisk) - 1979: FC BATE (Borisov) | - 1980: Torpedo (Zhodino) - 1981: Torpedo (Zhodino) - 1982: Torpedo (Mogilev) - 1983: Obuvschik (Lida) - 1984: Orbita (Minsk) - 1985: Obuvschik (Lida) - 1986: Obuvschik (Lida) - 1987: Shinnik (Bobruisk) - 1988: Sputnik (Minsk) - 1989: Obuvschik (Lida) - 1990: Sputnik (Minsk) - 1991: Metallurg (Molodechno) |

### Từ năm 1992
| Mùa     | Vô địch                 | Á quân              | Vị trí thứ ba        | Vua phá lưới (số bàn thắng)                                                |
| ------- | ----------------------- | ------------------- | -------------------- | -------------------------------------------------------------------------- |
| 1992    | Dinamo Minsk            | Dnepr Mogilev       | Dinamo Brest         | Andrey Skorobogatko (Dnepr Mogilev) (11)                                   |
| 1992–93 | Dinamo Minsk            | KIM Vitebsk         | Belarus Minsk        | Sergey Baranovsky (Dinamo Minsk) (19)                                      |
| 1993–94 | Dinamo Minsk            | Dinamo-93 Minsk     | KIM Vitebsk          | Pyotr Kachuro (Dinamo-93 Minsk / Dinamo Minsk) (21)                        |
| 1994–95 | Dinamo Minsk            | Dvina Vitebsk       | Dinamo-93 Minsk      | Pavel Shavrov (Dinamo-93 Minsk) (19)                                       |
| 1995    | Dinamo Minsk            | MPKC Mozyr          | Dinamo-93 Minsk      | Sergey Yaromko (MPKC Mozyr) (16)                                           |
| 1996    | MPKC Mozyr              | Dinamo Minsk        | Belshina Bobruisk    | Andrey Khlebosolov (Belshina Bobruisk) (34)                                |
| 1997    | Dinamo Minsk            | Belshina Bobruisk   | Lokomotiv-96 Vitebsk | Andrey Khlebosolov (Belshina Bobruisk) (19)                                |
| 1998    | Dnepr-Transmash Mogilev | BATE Borisov        | Belshina Bobruisk    | Sergey Yaromko (Torpedo Minsk) (19)                                        |
| 1999    | BATE Borisov            | Slavia Mozyr        | Gomel                | Valery Strypeykis (Slavia Mozyr) (21)                                      |
| 2000    | Slavia Mozyr            | BATE Borisov        | Dinamo Minsk         | Raman Vasilyuk (Slavia Mozyr) (31)                                         |
| 2001    | Belshina Bobruisk       | Dinamo Minsk        | BATE Borisov         | Sergei Davydov (Neman-Belcard Grodno) (25)                                 |
| 2002    | BATE Borisov            | Neman Grodno        | Shakhtyor Soligorsk  | Valery Strypeykis (Belshina Bobruisk) (18)                                 |
| 2003    | Gomel                   | BATE Borisov        | Dinamo Minsk         | Gennadi Bliznyuk (Gomel) (18) Sergei Kornilenko (Dinamo Minsk) (18)        |
| 2004    | Dinamo Minsk            | BATE Borisov        | Shakhtyor Soligorsk  | Valery Strypeykis (Naftan Novopolotsk) (18)                                |
| 2005    | Shakhtyor Soligorsk     | Dinamo Minsk        | MTZ-RIPO Minsk       | Valery Strypeykis (Naftan Novopolotsk) (16)                                |
| 2006    | BATE Borisov            | Dinamo Minsk        | Shakhtyor Soligorsk  | Alyaksandr Klimenka (Shakhtyor Soligorsk) (17)                             |
| 2007    | BATE Borisov            | Gomel               | Shakhtyor Soligorsk  | Raman Vasilyuk (Gomel) (24)                                                |
| 2008    | BATE Borisov            | Dinamo Minsk        | MTZ-RIPO Minsk       | Gennadi Bliznyuk (BATE Borisov) (16) Vitali Rodionov (BATE Borisov) (16)   |
| 2009    | BATE Borisov            | Dinamo Minsk        | Dnepr Mogilev        | Maycon (Gomel) (15)                                                        |
| 2010    | BATE Borisov            | Shakhtyor Soligorsk | Minsk                | Renan Bressan (BATE Borisov) (15)                                          |
| 2011    | BATE Borisov            | Shakhtyor Soligorsk | Gomel                | Renan Bressan (BATE Borisov) (13)                                          |
| 2012    | BATE Borisov            | Shakhtyor Soligorsk | Dinamo Minsk         | Dzmitry Asipenka (Shakhtyor Soligorsk) (14)                                |
| 2013    | BATE Borisov            | Shakhtyor Soligorsk | Dinamo Minsk         | Vitali Rodionov (BATE Borisov) (14)                                        |
| 2014    | BATE Borisov            | Dinamo Minsk        | Shakhtyor Soligorsk  | Mikalay Yanush (Shakhtyor Soligorsk) (15)                                  |
| 2015    | BATE Borisov            | Dinamo Minsk        | Shakhtyor Soligorsk  | Mikalay Yanush (Shakhtyor Soligorsk) (15)                                  |
| 2016    | BATE Borisov            | Shakhtyor Soligorsk | Dinamo Minsk         | Vitali Rodionov (BATE Borisov) (16) Mikhail Gordeichuk (BATE Borisov) (16) |
| 2017    | BATE Borisov            | Dinamo Minsk        | Shakhtyor Soligorsk  | Mikhail Gordeichuk (BATE Borisov) (18)                                     |
| 2018    | BATE Borisov            | Shakhtyor Soligorsk | Dinamo Minsk         | Pavel Savitski (Dinamo Brest) (15)                                         |

Thống kê về các đội bóng:
| Đội                 | Vô địch                                                                                  | Á quân                                                | Vị trí thứ ba                             |
| ------------------- | ---------------------------------------------------------------------------------------- | ----------------------------------------------------- | ----------------------------------------- |
| BATE Borisov        | 15 (1999, 2002, 2006, 2007, 2008, 2009, 2010, 2011, 2012, 2013,2014,2015,2016,2017,2018) | 4 (1998, 2000, 2003, 2004)                            | 1 (2001)                                  |
| Dinamo Minsk        | 7 (1992, 1992–93, 1993–94, 1994–95, 1995, 1997, 2004)                                    | 9 (1996, 2001, 2005, 2006, 2008, 2009,2014,2015,2017) | 6 (2000, 2003, 2012, 2013,2016,2018)      |
| Slavia Mozyr        | 2 (1996, 2000)                                                                           | 2 (1995, 1999)                                        |                                           |
| Shakhtyor Soligorsk | 1 (2005)                                                                                 | 6 (2010, 2011, 2012, 2013,2016,2018)                  | 7 (2002, 2004, 2006, 2007,2014,2015,2017) |
| Gomel               | 1 (2003)                                                                                 | 1 (2007)                                              | 2 (1999, 2011)                            |
| Belshina Bobruisk   | 1 (2001)                                                                                 | 1 (1997)                                              | 2 (1996, 1998)                            |
| Dnepr Mogilev       | 1 (1998)                                                                                 | 1 (1992)                                              | 1 (2009)                                  |
| Vitebsk             |                                                                                          | 2 (1992–93, 1994–95)                                  | 2 (1993–94, 1997)                         |
| Dinamo-93 Minsk     |                                                                                          | 1 (1993–94)                                           | 3 (1992–93, 1994–95, 1995)                |
| Neman Grodno        |                                                                                          | 1 (2002)                                              |                                           |
| Partizan Minsk      |                                                                                          |                                                       | 2 (2005, 2008)                            |
| Dinamo Brest        |                                                                                          |                                                       | 1 (1992)                                  |
| Minsk               |                                                                                          |                                                       | 1 (2010)                                  |